# المعقاب (بعدان)

تعديل مصدري - تعديل

المعقاب هي إحدى قرى عزلة الحيث بمديرية بعدان التابعة لمحافظة إب، بلغ تعداد سكانها 319 نسمة حسب تعداد اليمن لعام 2004.